# Battle Creek (Michigan)
Battle Creek is een plaats (city) in de Amerikaanse staat Michigan, en valt bestuurlijk gezien onder Calhoun County.

## Economie
In Battle Creek, ook wel de "Cereal City" genoemd, bevindt zich de hoofdzetel van Kellogg Company, opgericht door John Harvey Kellogg en Will Keith Kellogg. Zij brachten cornflakes voor het eerst op de markt.

## Demografie
Bij de volkstelling in 2000 werd het aantal inwoners vastgesteld op 53.364.
In 2006 is het aantal inwoners door het United States Census Bureau geschat op 52.777, een daling van 587 (-1,1%).

## Geografie
Volgens het United States Census Bureau beslaat de plaats een oppervlakte van
113,1 km², waarvan 110,9 km² land en 2,2 km² water. Battle Creek ligt op ongeveer 252 m boven zeeniveau.

## Plaatsen in de nabije omgeving
De onderstaande figuur toont nabijgelegen plaatsen in een straal van 16 km rond Battle Creek.

## Bekende inwoners van Battle Creek

### Geboren
- Rick Snyder (1958), gouverneur van Michigan (2011-2019)
- Jason Newsted (1963), bassist en ex-lid van Metallica (1986-2001)

### Overleden
- Sojourner Truth (ca.1797-1883), burgerrechtenactiviste